# Georgi Peew
Georgi Iwanow Peew (bulgarisch Георги Иванов Пеев, wiss. Transliteration Georgi Ivanov Peev; * 11. März 1979 in Sofia) ist ein ehemaliger bulgarischer Fußballspieler. Er spielte hauptsächlich im rechten Mittelfeld.

## Karriere
Peew begann seine Karriere 1997 bei Lokomotive Sofia und wurde im Alter von 21 von Walerij Lobanowskyj, dem damaligen Trainer Dynamo Kiews, entdeckt und für 2,5 Millionen Euro von Kiew unter Vertrag genommen. Er spielte von 2001 bis 2005 für Kiew und konnte in dieser Zeit unter anderem dreimal ukrainischer Meister und zweimal ukrainischer Pokalsieger werden. Im ersten Halbjahr 2006 spielte er leihweise für Dnipro Dnipropetrowsk. 2007 wechselte der Bulgare zum russischen Erstligisten Amkar Perm und wurde in seiner ersten Saison zum Lieblingsspieler der Fans gewählt. Er blieb neun Spielzeiten in Perm, ehe er seine Laufbahn im Jahr 2016 beendete.
Peew spielte seit seinem Debüt 1999 47-mal für Bulgarien, blieb aber dabei torlos. Außerdem nahm er an der Fußball-Europameisterschaft 2004 in Portugal teil.

## Erfolge
- Ukrainischer Meister: 2001, 2003, 2004
- Ukrainischer Pokal: 2003, 2005
- Ukrainischer Superpokal: 2004, 2006
- Teilnahme an einer EM: 2004 (2 Einsätze)